# Akane Takada
Akane Takada (高田 茜?, Takada Akane; Tokyo, 18 aprile 1990) è una ballerina giapponese, prima ballerina del Royal Ballet di Londra.

## Biografia e formazione
Akane Takada è nata il 18 aprile 1990 a Tokyo. Viene dal quartiere di Higashishinkoiwa a Katsushika, e ha iniziato a studiare danza all'Hiromi Takahashi Ballet Studio nella vicina Edogawa all'età di tre anni. Quando aveva dodici anni, una grave lesione ai legamenti del ginocchio le ha lussato la rotula e ha interrotto i studi per oltre un anno mentre era fisicamente cresciuta abbastanza da rendere possibile un intervento chirurgico correttivo.
Dopo aver vinto una borsa di studio al concorso della National Ballet Association, ha studiato all'Accademia di balletto del Bolshoi dal 2006 al 2008, inizialmente seguendo i corsi per ballerini internazionali, ma alla fine si unì ai corsi russi. Ha vinto sia una borsa di studio al concorso internazionale di balletto Prix de Lausanne nel 2008.

## Carriera

### 2008-2015
Takada si è unita al Royal Ballet come apprendista nel 2008, poi come artista nel 2009. Il coreografo Wayne McGregor l'ha scelta per il suo nuovo balletto del 2009 Limen. Si è anche esibita in un revival del balletto di Frederick Ashton Rhapsody, ricevendo elogi da Sarah Crompton di The Telegraph per la sua esibizione come solista. La sua interpretazione della fata autunnale in Cenerentola è stata accolta meno bene, con Zoë Anderson di The Independent che ha notato che "la qualità rischiosa e sbilanciata dell'assolo è andata persa".
Nel 2011 si è infortunata nuovamente allo stesso ginocchio che si era infortunato quando aveva dodici anni, interrompendo nuovamente la sua carriera. Nella produzione del 2013 di Onegin, Takada ha interpretato il ruolo di Olga, fornendo un "forte supporto" ai ballerini principali.

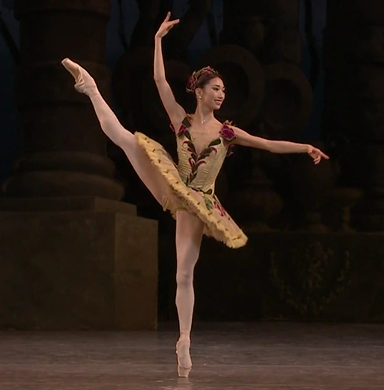
Akane in

Nel 2014 Takada è stata promossa prima solista.
Scrivendo per la rivista di danza DanceView, Jane Simpson ha messo a confronto la performance meno eccitante di Takada come Principessa Florine in La bella addormentata nel bosco alla sua performance più assertiva come Aurora, definendo la danza di Takada "chiara e senza ornamenti" e predicendo il successo futuro. Nel Dicembre di quell'anno, dopo aver ballato il ruolo di Kitri in un'esibizione pomeridiana di Don Chisciotte, quella sera Takada passò al ruolo principale sostituendo a metà spettacolo Natalia Osipova, che si era infortunata durante il primo atto. La sua performance è stata elogiata da Zoë Anderson in The Independent, con il critico che ha osservato che le qualità di Takada si adattavano alla "natura birichina di Kitri". Come prima solista Takada ha anche ballato il ruolo principale in The Two Pigeons di Sir. Frederick Ashton nel 2015.

### 2016-oggi
Takada è stata promossa Prima Ballerina nel 2016 all'età di 26 anni. Vogue Japan l'ha nominata una delle donne dell'anno 2016. Takada ha debuttato nel ruolo principale in Giselle nello stesso anno al fianco di Thiago Soares, Clement Crisp del Financial Times l'ha descritta come una "Giselle dal potere sottile".
Takada ha fatto coppia con Steven McRae per ballare i ruoli di Titania e Oberon nel balletto di Frederick Ashton The Dream nel 2017, con Judith Mackrell di The Guardian che ha elogiato la coppia per il loro gioco di gambe e la loro interpretazione tipicamente oscura dei personaggi.
Takada si è esibita in Infra di Wayne McGregor, nel 2018, ma la sua performance è stata criticata per la mancanza di potere emotivo e peso nonostante la sua qualità tecnica. Nello stesso anno, come Nikija in una produzione di Natalija Romanovna Makarova di La Bayadère, Takada ballò di nuovo con McRae, ricevendo elogi da Laura Freeman di The Spectator per la sua "aria di distacco ultraterreno e squisita leggerezza di linea", ma critiche per un abbinamento inefficace.
Scrivendo per l'Evening Standard, Emma Byrne ha descritto Takada nel 2019 come "una delle ballerine più eleganti del Royal Ballet". Takada ha perso il tour estivo del 2019 in Giappone del Royal Ballet, in cui avrebbe dovuto interpretare il ruolo di Kitri nella prima giapponese di Don Chisciotte, a causa di un infortunio. Nel novembre 2019, durante una performance de La bella addormentata nel bosco, Takada si è infortunata durante il primo atto ed è stata sostituita nel resto della performance da Yasmine Naghdi.

## Vita privata
Al 2020, Takada ha una relazione con il collega ballerino del Royal Ballet, Benjamin Ella da diversi anni.

## Riconoscimenti
- 2008: Borsa di studio Prix de Lausanne
- 2016: Vogue Japan l'ha nominata una delle donne